# Rachel McDowall
Pour les articles homonymes, voir McDowall.
Rachel Anne McDowall, née le 4 octobre 1984 à Whiston en Angleterre, est une actrice et chanteuse anglaise.

## Biographie
Rachel McDowall a un répertoire théâtral bien rempli: elle s'est produite entre autres dans Moving On, The Producers et Chicago. Elle a participé à The Bill à la télévision. Elle a tenu un petit rôle dans Quantum of Solace de Marc Forster et incarnait plus récemment Lisa dans Mamma Mia! de Phyllida Lloyd en 2008.

## Filmographie
- 2008 : Mamma Mia! de Phyllida Lloyd : Lisa
- 2008 : Quantum of Solace de Marc Forster : Anna
- 2010 : StreetDance 3D de Max Giwa et Dania Pasquini : Isabella